# Diego Johannesson
Diego Johannesson Pando, noto come Diegui (Villaviciosa, 3 ottobre 1993), è un ex calciatore spagnolo naturalizzato islandese, di ruolo difensore.

## Caratteristiche tecniche
È un terzino destro.

## Carriera

### Club
Cresciuto nelle giovanili del Real Oviedo, ha esordito in prima squadra il 3 settembre 2014 in un match di Coppa del Re vinto 4-0 contro l'Amorebieta.

### Nazionale
Ha esordito con la nazionale islandese il 31 gennaio 2016 in un'amichevole persa 3-2 contro gli Stati Uniti.

## Statistiche

### Presenze e reti nei club
Statistiche aggiornate al 24 agosto 2022.
| Stagione           | Squadra            | Campionato         | Campionato | Campionato | Coppe nazionali | Coppe nazionali | Coppe nazionali | Coppe continentali | Coppe continentali | Coppe continentali | Altre coppe | Altre coppe | Altre coppe | Totale | Totale |
| Stagione           | Squadra            | Comp               | Pres       | Reti       | Comp            | Pres            | Reti            | Comp               | Pres               | Reti               | Comp        | Pres        | Reti        | Pres   | Reti   |
| ------------------ | ------------------ | ------------------ | ---------- | ---------- | --------------- | --------------- | --------------- | ------------------ | ------------------ | ------------------ | ----------- | ----------- | ----------- | ------ | ------ |
| 2014-2015          | Real Oviedo        | SDB                | 11+2       | 0          | CR              | 4               | 0               |                    | -                  | -                  |             | -           | -           | 17     | 0      |
| 2015-2016          | Real Oviedo        | SD                 | 18         | 0          | CR              | 0               | 0               |                    | -                  | -                  |             | -           | -           | 18     | 0      |
| 2016-2017          | Real Oviedo        | SD                 | 17         | 0          | CR              | 1               | 0               |                    | -                  | -                  |             | -           | -           | 18     | 0      |
| 2017-2018          | Real Oviedo        | SD                 | 32         | 4          | CR              | 0               | 0               |                    | -                  | -                  |             | -           | -           | 32     | 4      |
| 2018-2019          | Real Oviedo        | SD                 | 36         | 2          | CR              | 0               | 0               |                    | -                  | -                  |             | -           | -           | 36     | 2      |
| 2019-gen. 2020     | Real Oviedo        | SD                 | 5          | 0          | CR              | 0               | 0               |                    | -                  | -                  |             | -           | -           | 5      | 0      |
| gen.-giu. 2020     | FC Cartagena       | SDB                | 8+1        | 0          | CR              | -               | -               |                    | -                  | -                  |             | -           | -           | 9      | 0      |
| 2020-2021          | Real Oviedo        | SD                 | 7          | 1          | CR              | 2               | 0               |                    | -                  | -                  |             | -           | -           | 9      | 1      |
| Totale Real Oviedo | Totale Real Oviedo | Totale Real Oviedo | 126+2      | 7+0        |                 | 7               | 0               |                    | -                  | -                  |             | -           | -           | 135    | 7      |
| 2021-2022          | Albacete           | PDR                | 26         | 0          | CR              | 2               | 0               |                    | -                  | -                  |             | -           | -           | 28     | 0      |
| 2022-2023          | Albacete           | PF                 | 0          | 0          | CR              | 0               | 0               |                    | -                  | -                  |             | -           | -           | 0      | 0      |
| Totale carriera    | Totale carriera    | Totale carriera    | 163        | 7          |                 | 9               | 0               |                    | -                  | -                  |             | -           | -           | 172    | 7      |

### Cronologia presenze e reti in nazionale
| Cronologia completa delle presenze e delle reti in nazionale ― Islanda | Cronologia completa delle presenze e delle reti in nazionale ― Islanda | Cronologia completa delle presenze e delle reti in nazionale ― Islanda | Cronologia completa delle presenze e delle reti in nazionale ― Islanda | Cronologia completa delle presenze e delle reti in nazionale ― Islanda | Cronologia completa delle presenze e delle reti in nazionale ― Islanda | Cronologia completa delle presenze e delle reti in nazionale ― Islanda | Cronologia completa delle presenze e delle reti in nazionale ― Islanda |
| Data                                                                   | Città                                                                  | In casa                                                                | Risultato                                                              | Ospiti                                                                 | Competizione                                                           | Reti                                                                   | Note                                                                   |
| ---------------------------------------------------------------------- | ---------------------------------------------------------------------- | ---------------------------------------------------------------------- | ---------------------------------------------------------------------- | ---------------------------------------------------------------------- | ---------------------------------------------------------------------- | ---------------------------------------------------------------------- | ---------------------------------------------------------------------- |
| 31-1-2016                                                              | Carson                                                                 | Stati Uniti                                                            | 3 – 2                                                                  | Islanda                                                                | Amichevole                                                             | -                                                                      | 46’                                                                    |
| 8-11-2017                                                              | Doha                                                                   | Islanda                                                                | 1 – 2                                                                  | Rep. Ceca                                                              | Amichevole                                                             | -                                                                      | 83’                                                                    |
| 14-11-2017                                                             | Doha                                                                   | Qatar                                                                  | 1 – 1                                                                  | Islanda                                                                | Amichevole                                                             | -                                                                      | 64’                                                                    |
| Totale                                                                 |                                                                        | Presenze                                                               | 3                                                                      |                                                                        | Reti                                                                   | 0                                                                      |                                                                        |

## Palmarès

### Club

#### Competizioni nazionali
- Segunda División B: 1

Real Oviedo: 2014-2015 (gruppo 1)